# 1717
1717 (MDCCXVII) byl rok, který dle gregoriánského kalendáře započal pátkem.

## Události

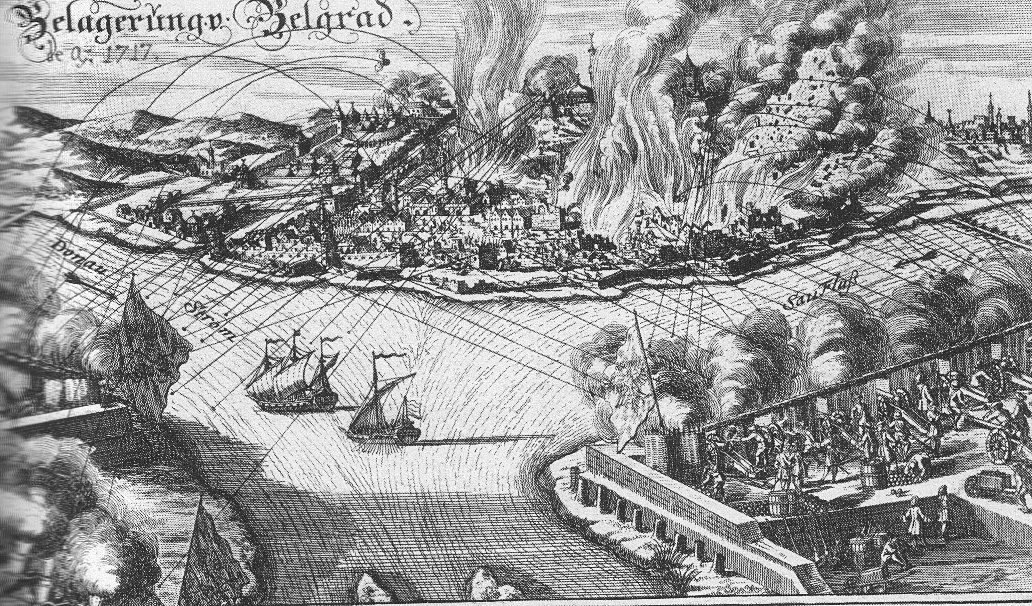
Obléhání Bělehradu

- 22. února – osmanská princezna Fatma Sultan byla po ovdovění provdána za velkovezíra Nevşehirli Ibrahima Pašu
- 24. června – Byla založena Velká anglická lóže.
- 17. srpna – Po měsíčním obléhání dobyla rakouská armáda pod velením Evžena Savojského Bělehrad.

### Probíhající události
- 1700–1721 – Severní válka
- 1716–1718 – Rakousko-turecká válka
- 1717–1720 – Válka čtverné aliance

## Narození

### Česko

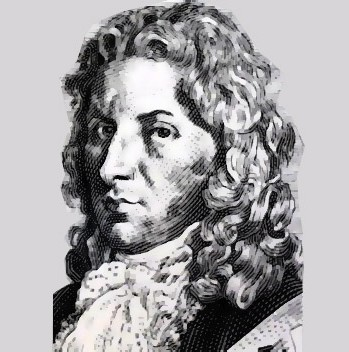
Jan Václav Stamic (* 19. června)

- 02. ledna – Jan Michael Angstenberger, hudební skladatel († 20. srpna 1789)
- 21. dubna – Leopold Antonín Podstatský, olomoucký kněz, kanovník a rektor († 21. března 1776)
- 19. června – Jan Václav Stamic, skladatel a houslista († 27. března 1757)
- 06. července – Ignác František Platzer, sochař († 27. září 1787)
- 18. října – Lukáš Bernard Schneider, českobudějovický měšťan, mistr pekařský a místní kronikář († 30. dubna 1782)
- 04. prosince – Norbert Grund, malíř období rokoka († 17. června 1767)
- neznámé datum
  - Karel Josef z Morzinu, šlechtic († 1783)
  - Valerius Obletter, zvonař a puškař v Olomouci († 23. července 1782)
  - Franciscus de Paula Cardell, jezuita a profesor filosofie († 6. ledna 1768)
  - František Antonín Palko, slezský malíř portrétů a oltářních obrazů († 1766)
  - Václav Prokop Duchovský, římskokatolický kněz, jezuita, historik a spisovatel († 10. února 1773)

### Svět

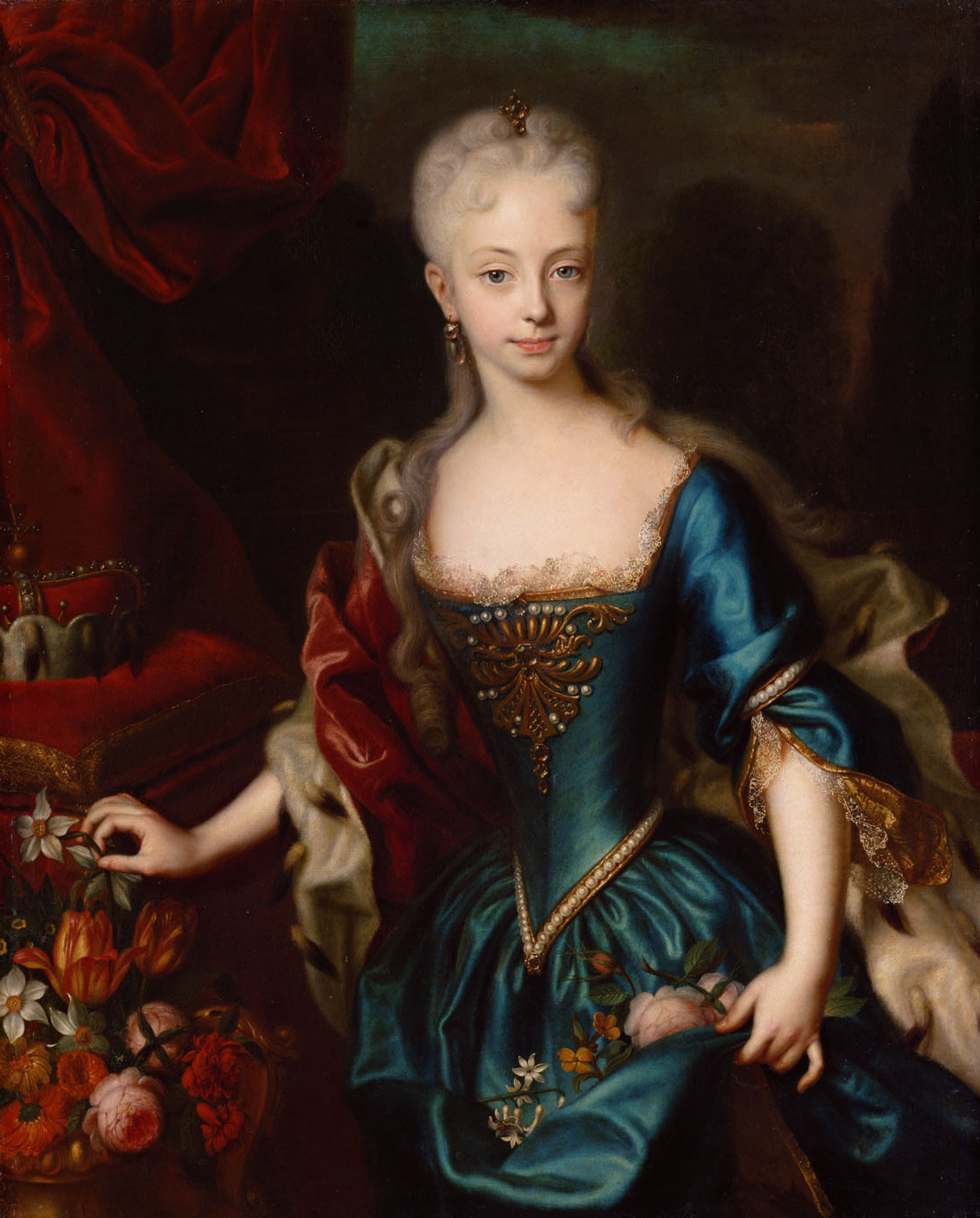
Marie Terezie (* 13. května)

- 13. ledna – Maria Sibylla Merianová, švýcarská malířka a entomoložka (* 2. dubna 1647)
- 28. ledna – Mustafa III., sultán Osmanské říše († 21. ledna 1774)
- 03. února – Johannes Anton Nagel, rakouský speleolog († 6. května 1794)
- 13. února – Ernst Gideon von Laudon, rakouský vojevůdce († 14. července 1790)
- 17. února – Adam Friedrich Oeser, německý malíř a sochař († 18. března 1799)
- 19. února – David Garrick, anglický herec, dlouholetý ředitel Královského divadla Drury Lane († 20. ledna 1779)
- 22. dubna – Kristian August Seilern, rakouský diplomat a státník z německého šlechtického rodu († 15. listopadu 1801)
- 13. května – Marie Terezie, rakouská císařovna († 29. listopadu 1780)
- 01. července – Anna Žofie Dánská, dánská princezna, saská kurfiřtka (* 1. září 1647)
- 05. července – Petr III. Portugalský, portugalský král († 25. května 1786)
- 13. srpna – Louis François I. de Bourbon, francouzský princ († 2. srpna 1776)
- 27. srpna – Francesco Saverio de Zelada, italský kardinál († 19. prosince 1801)
- 24. září – Horace Walpole, anglický politik, spisovatel a architekt († 2. dubna 1797)
- 09. listopadu – Fridrich II. Meklenbursko-Zvěřínský, meklenbursko-zvěřínský vévoda († 21. dubna 1785)
- 13. listopadu – Princ George William, syn britského krále Jiřího II. († 17. února 1718)
- 16. listopadu – Jean le Rond d'Alembert, francouzský matematik a encyklopedista († 1783)
- 21. listopadu – Kristýna Hesensko-Rotenburská, princezna z Carignana († 1. září 1778)
- 25. listopadu – Alexandr Petrovič Sumarokov, ruský osvícenský básník, dramatik a literární kritik († 12. října 1777)
- 09. prosince – Johann Joachim Winckelmann, německý estetik († 8. června 1768)
- 25. prosince – Pius VI., papež († 29. srpna 1799)
- neznámé datum
  - Anton Salomon, rakouský průmyslník a mecenáš († 6. června 1793)
  - Etienne-Gabriel Morelly, francouzský osvícenský filozof († 1778)
  - Pietro Chiarini, italský hudební skladatel († 1765)

## Úmrtí

### Česko
- 10. ledna – Fabián Hinkelmann, františkán původem z českých zemí (* ?)
- 23. února – Jan Kristián II. z Eggenbergu, poslední kníže z Eggenbergu a 6. vévoda krumlovský (* 10. března 1704)
- 20. března – Jan Arnošt Josef z Thun-Hohensteinu, šlechtic (* 11. ledna 1694)
- 11. dubna – Avraham ben Ša'ul Broda, talmudista, pražský rabín a roš ješiva (* kolem 1640)
- 04. června – Josef Leopold Václav Dukát, moravský premonstrátský řeholník a hudební skladatel (* 12. března 1684)
- 30. července – Karel Kolčava, dramatik, jezuitský katecheta (* 13. dubna 1656)
- 30. srpna – Pavel Klein, český misionář, lékárník, spisovatel a univerzitní rektor na Filipínách (* 25. ledna 1652)
- 05. září – Castulus Martin, františkán a teolog (* ?)

### Svět
- 06. ledna – Lambert Bos, fríský filolog (* 23. října 1670)
- 12. ledna – Constantijn Francken, vlámský barokní malíř (* pokřtěn 5. dubna 1661)
- 04. března – François de Callières, francouzský diplomat a spisovatel (* 14. května 1645)
- 05. března – Marie Armande de La Trémoille, francouzská šlechtična a sňatkem princezna z Turenne (* 1677)
- 26. dubna – Samuel Bellamy, anglický pirát (* 23. února 1689)
- 09. června – Madame Jeanne Guyon, francouzská mystička (* 13. dubna 1648)
- 20. června – Anna Leszczyńská, polská šlechtična (* 25. května 1699)
- 13. srpna – Nicolas Perrot, francouzský objevitel, obchodník, tlumočník a lokální velitel (* cca 1641)
- 02. listopadu – Johann Jakob Walther, německý houslista a hudební skladatel (* 1650)
- 26. listopadu – pohřběn Daniel Purcell, anglický barokní varhaník a skladatel (* kolem 1664)
- 05. prosince – Richard Onslow, 1. baron Onslow, anglický politik a šlechtic (* 23. června 1654)
- neznámé datum
  - Floriano Arresti, italský barokní hudební skladatel (* 15. prosince 1667)
  - Alexandr Bekovič-Čerkasskij, potomek kabardských knížat a cestovatel, geograf a kapitán
  - Kuzma Sokolov, jakutský kozák a objevitel

## Hlavy států
- Dánsko-Norsko – Frederik IV. (1699–1730)
- Francie – Ludvík XV. (1715–1774)
- Habsburská monarchie – Karel VI. (1711–1740)
- Osmanská říše – Ahmed III. (1703–1730)
- Polsko – August II. (1709–1733)
- Portugalsko – Jan V. (1706–1750)
- Prusko – Fridrich Vilém I. (1713–1740)
- Rusko – Petr I. (1682–1725)
- Španělsko – Filip V. (1700–1724)
- Švédsko – Karel XII. (1697–1718)
- Velká Británie – Jiří I. (1714–1727)
- Papež – Klement XI. (1700–1721)
- Japonsko – Nakamikado (1709–1735)
- Perská říše – Husajn Šáh (1694–1722)